# Acrolophus practica
Acrolophus practica är en fjärilsart som beskrevs av Edward Meyrick 1913. Acrolophus practica ingår i släktet Acrolophus och familjen Acrolophidae. Inga underarter finns listade i Catalogue of Life.